# Domein Bergelen
Domein Bergelen is een provinciedomein te Gullegem (Wevelgem) in de provincie West-Vlaanderen.

## Geschiedenis

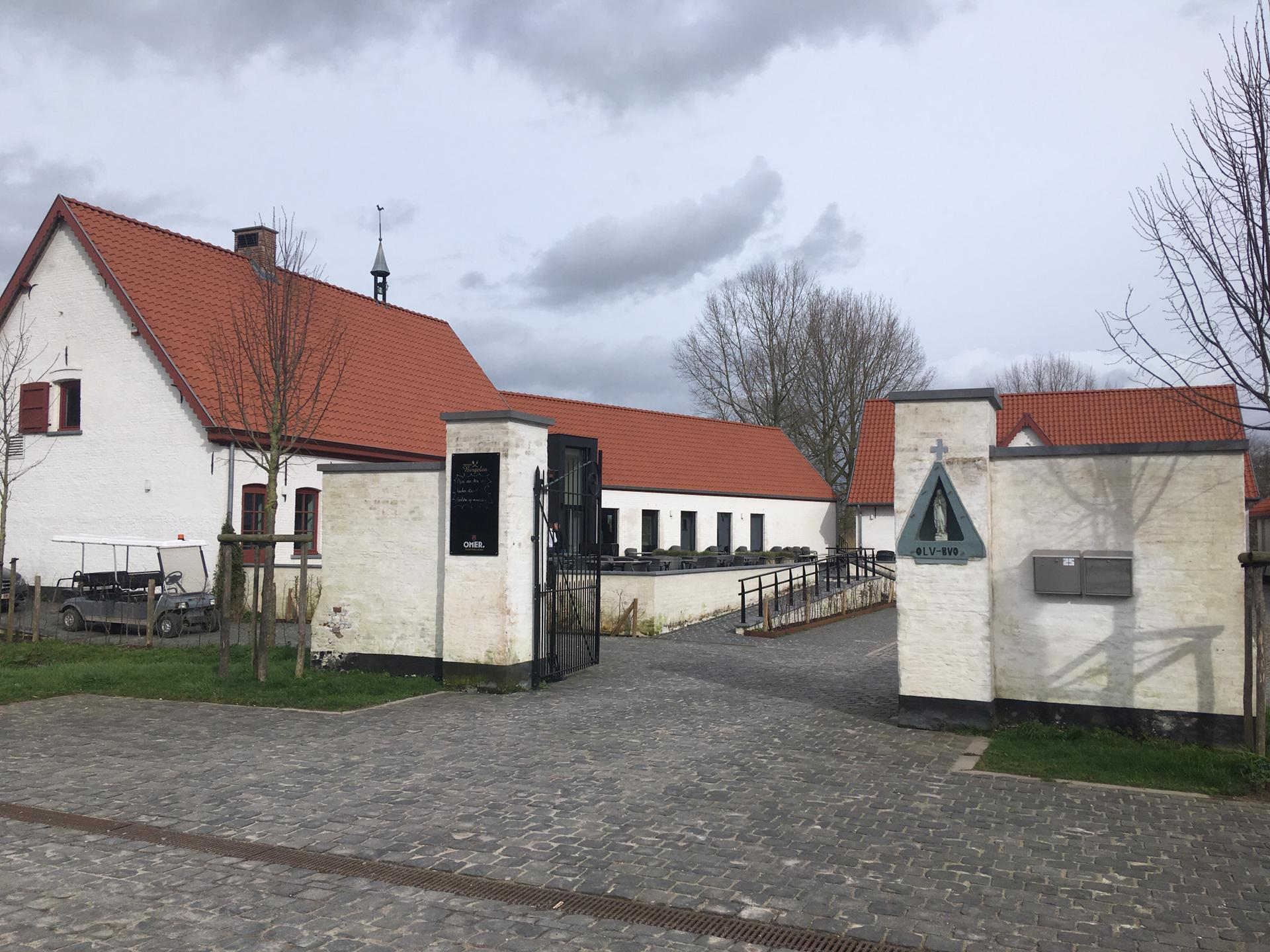
De oude bulskamphoeve (nu de brasserie).

Domein Bergelen of "Bergelenput" in de volksmond, ontstond in de jaren 1970 door de aanleg van de autosnelweg E403. Wat begon als een kunstmatig zandwinningsput van tien hectare groeide uit tot een natuur en recreatiegebied van ongeveer 58 hectare.
De naam Bergelen is gebaseerd op de wijknaam "Berghelines", een heerlijkheid net voor de Franse Revolutie. Vanaf de wijk Bergelen liep later een weg naar de gemeente Izegem. Wijkbewoners gebruikten deze weg om aan de overkant van de Heulebeek graan te laten malen in de Hondschotemolen.

### Bulskamphoeve
In het Domein Bergelen vinden we de historische Bulskamphoeve. Deze werd voor het eerst vermeld in 1549. Door de jaren heen werd de hoeve meermaals beschadigd door oorlogsgeweld en telkens heropgebouwd. De laatste restauratie uit 2016. De hoeve dient nu als cafetaria, dienstgebouw voor de groendienst en sanitair.

### De Meiboom
De Meiboom is sinds 2005 een beschermd monument met een historische alsook sociaal-culturele waarde. De plaatsing ervan was bewust gekozen op het kruispunt tussen twee belangrijke verbindingswegen, de Heerlijkheid Hondschote en de Heerlijkheid Bergelen. Het Meiboomkruis bestaat uit een eenvoudig 19de-eeuws gietijzeren kruis met Christusbeeld dat op een conische bakstenen sokkel staat en omringd wordt door zes lindebomen.

## Natuureducatief centrum De Rand
In het provinciedomein ligt het natuureducatief centrum De Rand. Hier werken de provincie West-Vlaanderen, het Stadlandschap Leie en Schelde, de gemeente Wevelgem, Natuurpunt, Velt en Oxfam samen. Elke eerste en derde zondagnamiddag staan de deuren van het natuureducatief centrum open voor begeleide wandelingen met natuurgids. Kinderen maken er interactief kennis met de natuur.

### Fauna en flora
Naast verschillende boomsoorten zijn er deze groensoorten:
- Boswilg
- Grauwe wilg
- Amandelwilg
- Kraakwilg
- Schietwilg
- Jacobskruiskruid & Sint-Jacobsvlinder
- Wilde Peen

Daarnaast zijn er zoals kikkers, amfibieën en insecten. Vogelliefhebbers kunnen in de vogelkijkhut tal van vogels bekijken.
- Oeverzwaluw
- IJsvogel
- Tafeleend
- Kuifeend
- Karekiet
- Roodborst
- Merel
- Zanglijster
- Fitis
- Tjiftjaf
- Winterkoninkje

De visliefhebbers komen hier graag vertoeven. Een gedeelte van de put is toegankelijk voor vissers met een vergunning. Hier wordt vaak gevist op karpers, baars, grondel en voorn.

### De vijver
| Lengte    | Breedte       | Diepte      | Oevers             | Stroming               | Waterdoorzicht                                                       | Bodem                        |
| --------- | ------------- | ----------- | ------------------ | ---------------------- | -------------------------------------------------------------------- | ---------------------------- |
| 314 meter | tot 302 meter | tot 6 meter | Natuurlijke oevers | Geen stroming aanwezig | Het water is troebel tot licht troebel, weinig plantengroei aanwezig | Meestal slib, stenen en zand |

## Recreatie

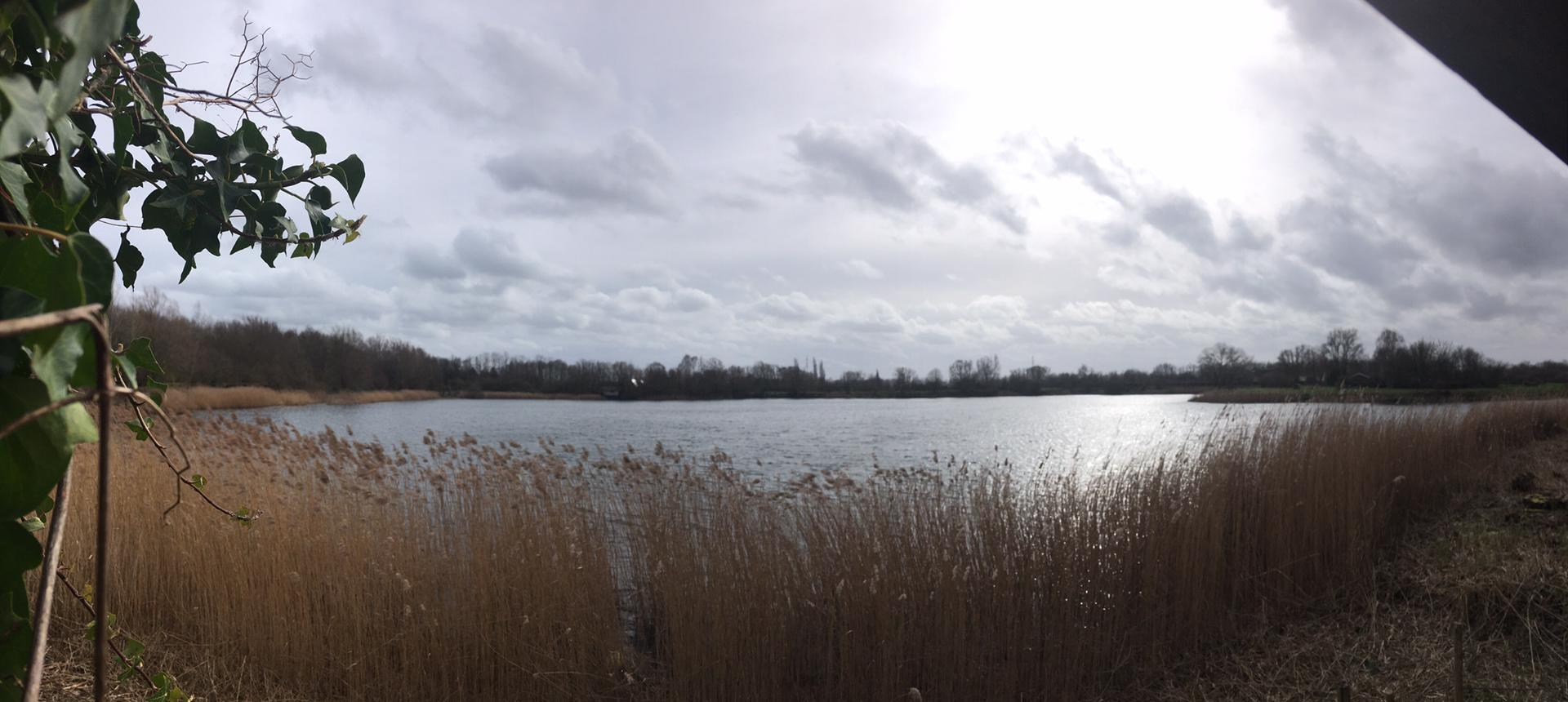
Blik op de vijver.

- Speelpleinen
- Speelbos
- Visplaats
- Wandel- en looproutes
- Brasserie
- Vogelobservatiehut
- Jaarlijks Bos! Festival